# 歌沢寅右衛門 (うた沢)
歌沢 寅右衛門（うたさわ とらえもん）は、うた沢節のうた沢寅派の名跡。
初代と2代目は「歌沢虎右衛門」と漢字表記しそれ以降は女性が名乗ったため「歌沢寅右衛門」と表記した。

## 初代
（文化10年（1813年） - 明治8年（1875年10月2日））本名は平田虎右衛門。あだ名を「平虎」。
江戸橘町に住む畳職人で端唄を親しんでいた。歌沢笹丸と共に行動するようになり、安政4年（1857年）に歌沢相模と改名。
文久2年（1862年）に家元の笹丸の顕彰碑を向島木母寺に建て笹丸の後継者という意味合いを込めて「2世歌沢虎右衛門」と碑面に無断で刻んだ事で一門の結束力が薄れるようになり哥沢芝金等と袂を分かち合い一門を離れる。
晩年病に倒れ虎右衛門の名を譲っている。

## 2代目
初代の門下。

## 3代目
（天保9年（1838年10月15日） - 明治37年（1904年12月6日））本名は平田かね。
初代の実子。最初は歌沢美和。1881年に3代目寅右衛門を襲名。明治中期以降うた沢の衰退のため信州小諸に引っ越し以降娘の指導に当たった。
娘には4代目。

## 4代目
（明治5年（1872年8月5日） - 昭和18年（1943年3月7日））本名は平田ゆき。
東京の生まれ、初代の孫で3代目実子。明治38年（1905年）に4代目寅右衛門を襲名。漢字表記を「虎右衛門」から「寅右衛門」とした。昭和2年（1927年）に長女に「寅右衛門」の名を譲り隠居し2代目歌沢相模を名乗る。

## 5代目
（明治34年（1901年4月10日） - 昭和58年（1983年12月19日））本名は平田秀子。
東京の生まれ、4代目の長女。若い頃から母の元で修行し寅秀の名で活動、昭和2年（1927年）に5代目寅右衛門を襲名。実子は6代目。

## 6代目
5代目の実子で劇団青年座所属の俳優である歌澤寅右衛門が6代目寅右衛門を襲名。現在は俳優業のほうが優先。